# Pedagógiai szakszolgálat
A pedagógiai szakszolgálat köznevelési feladatot ellátó intézmény.
A nemzeti köznevelésről szóló 2011. évi CXC. törvény (továbbiakban: Nkt.) 18. § (1) bekezdésében előírta, hogy a „szülő és a pedagógus nevelő munkáját, valamint a nevelési-oktatási intézmény feladatainak ellátását pedagógiai szakszolgálat segíti” a következő szakfeladatok ellátásában:
- Nevelési tanácsadás
- Gyógypedagógiai tanácsadás, korai fejlesztés, oktatás és gondozás
- Fejlesztő nevelés
- Szakértői bizottsági tevékenység
- Logopédiai ellátás
- Konduktív pedagógiai ellátás
- Gyógytestnevelés
- Iskolapszichológiai, óvodapszichológiai ellátás
- Kiemelten tehetséges gyermekek, tanulók gondozása
- Továbbtanulási, pályaválasztási tanácsadás

Az Nkt. 46. § (3) bekezdés g pontja kimondja, hogy a gyermeknek/tanulónak joga, hogy „állapotának, személyes adottságának megfelelő, megkülönböztetett ellátásban – különleges gondozásban, rehabilitációs célú ellátásban – részesüljön, és életkorától függetlenül a pedagógiai szakszolgálat intézményéhez forduljon segítségért”.
A köznevelési törvény 18. § (3) bekezdése alapján a feladatok, működési feltételek részletes szabályozását az oktatásért felelős miniszter rendeletben állapítja meg. Fentieknek megfelelően kiadásra került a pedagógiai szakszolgálati intézmények működéséről szóló 15/2013. (II. 26.) EMMI rendelet, mely szerint létrejött megyénként egy-egy, és a fővárosban egy, az állami intézményfenntartó központ (továbbiakban: KLIK) által fenntartott intézmény. Ezek a köznevelési intézmények az állami feladatellátás keretében valamennyi, fent felsorolt pedagógiai szakszolgálati feladatot ellátnak.
A nem állami fenntartású pedagógiai szakszolgálatok létesítése nyilvántartásba vételi és működési engedély kiadásához kötött. A törvényes működést az illetékes kormányhivatalok ellenőrzik.
Korábban a közoktatásban a nevelési tanácsadók és szakértői bizottságok önálló intézményként végezték a feladatellátást. Az Nkt. hatályba lépésével 2013-tól a pedagógiai szakszolgálati intézmények egy intézmény keretein belül tevékenykednek.
Budapesten, ahol számos tankerületi intézmény mellett több fővárosi és országos illetékességű szakszolgálat is működött, 2013. szeptember 1-től a Fővárosi Pedagógiai Szakszolgálat egy intézményként látja el a főváros pedagógiai szakszolgálati feladatait.